# Liste der Biografien/Peter
Liste der Biografien |
Portal Biografien |
Personensuche
# |
A |
B |
C |
D |
E |
F |
G |
H |
I |
J |
K |
L |
M |
N |
O |
P |
Q |
R |
S |
T |
U |
V |
W |
X |
Y |
Z |
?
 
Pa |
Pc |
Pe |
Pf |
Ph |
Pi |
Pj |
Pk |
Pl |
Pm |
Pn |
Po |
Pr |
Ps |
Pt |
Pu |
Pv |
Pw |
Py
 
Pea |
Peb |
Pec |
Ped |
Pee |
Pef |
Peg |
Peh |
Pei |
Pej |
Pek |
Pel |
Pem |
Pen |
Peo |
Pep |
Peq |
Per |
Pes |
Pet |
Peu |
Pev |
Pew |
Pex |
Pey |
Pez
 
Peta |
Petc |
Pete |
Peth |
Peti |
Petj |
Petk |
Petl |
Petm |
Peto |
Petr |
Pets |
Pett |
Petu |
Petw |
Pety |
Petz
 
Petea |
Petec |
Petei |
Petek |
Petel |
Peten |
Peter |
Petes
 
Peter, A |
Peter, B |
Peter, C |
Peter, D |
Peter, E |
Peter, F |
Peter, G |
Peter, H |
Peter, I |
Peter, J |
Peter, K |
Peter, L |
Peter, M |
Peter, N |
Peter, O |
Peter, P |
Peter, R |
Peter, S |
Peter, T |
Peter, U |
Peter, V |
Peter, W |
Peter, Y |
Peter, Z |
Petera |
Peterb |
Peterd |
Petere |
Peterf |
Peterh |
Peteri |
Peterk |
Peterl |
Peterm |
Petern |
Peters |
Petery |
Peterz
Die Liste der Biografien führt alle Personen auf, die in der deutschsprachigen Wikipedia einen Artikel haben. Dieses ist eine Teilliste mit 113 Einträgen von Personen, deren Namen mit den Buchstaben „Peter“ beginnt.

## Peter
- Peter, altägyptischer Juwelier der 19. Dynastie
- Peter († 1392), Graf von Genf
- Peter († 1219), lateinischer Kaiser von Konstantinopel (1216–1217)
- Peter († 1249), Graf von Vendôme
- Peter († 1326), Metropolit von Kiew und Moskau

### Peter A
- Peter August von Schleswig-Holstein-Sonderburg-Beck (1697–1775), Herzog von Schleswig-Holstein-Sonderburg-Beck

### Peter B
- Peter Bartholomäus († 1099), französischer Mönch und Mystiker

### Peter D
- Peter de Leia († 1198), englischer Geistlicher, Bischof von St Davids
- Peter de Maulay († 1241), französischer Ritter im Dienst der englischen Könige
- Peter de Montfort († 1265), englischer Adliger, Vorsitzender des Mad Parliament
- Peter de Rivallis († 1262), französischer Beamter im Dienst des englischen Königs Heinrich III.
- Peter der Einsiedler († 1115), französischer Prediger zur Zeit des Ersten Kreuzzugs
- Peter der Große (1672–1725), russischer ZarPeter der Große (1672–1725)

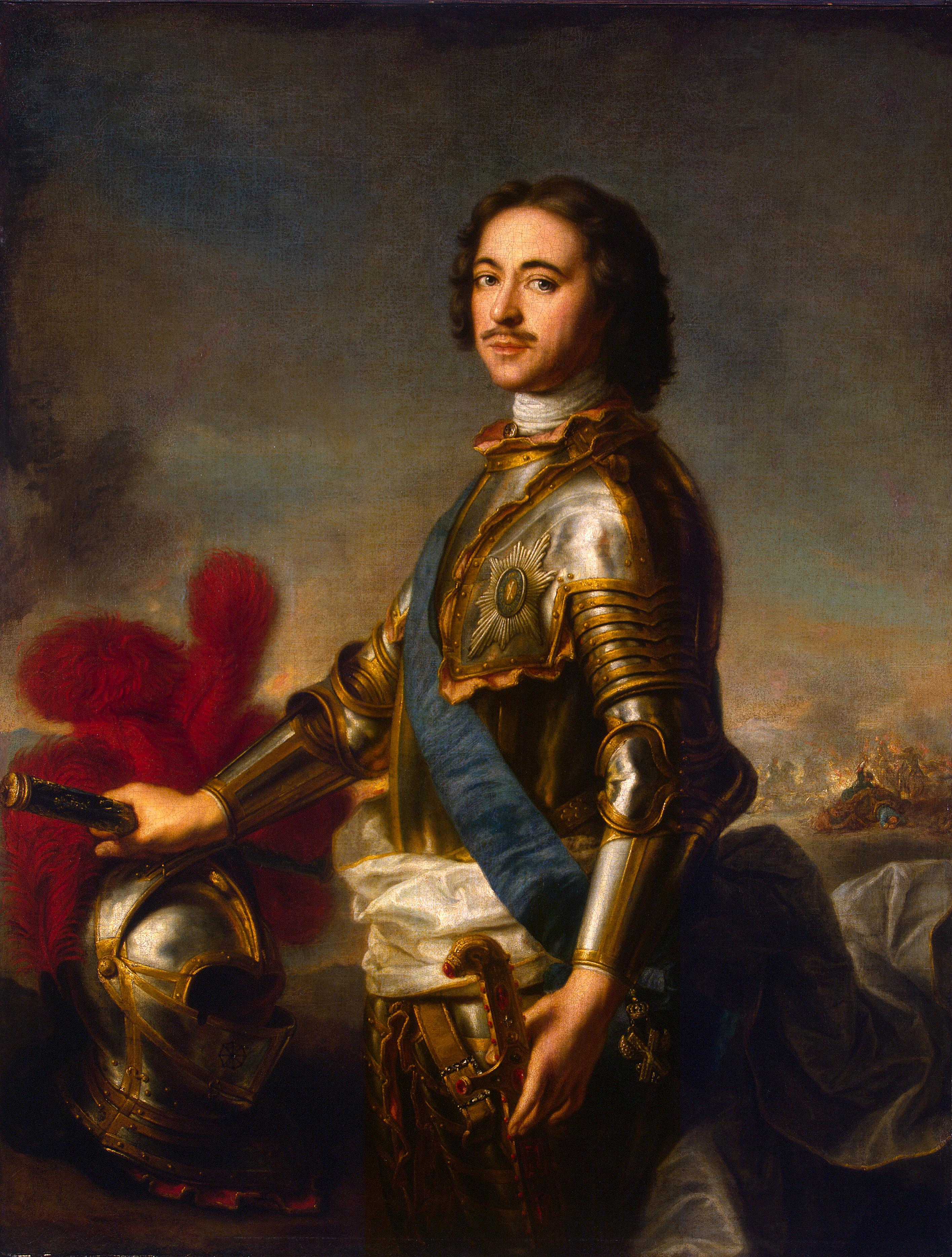
Peter der Große (1672–1725)

- Peter der Wachtelsack, Spruchdichter des Mittelalters
- Peter des Roches († 1238), Bischof von Winchester

### Peter F
- Peter Ferdinand von Österreich-Toskana (1874–1948), österreichischer Erzherzog, General
- Peter Friedrich Wilhelm (1754–1823), Koadjutor des Hochstifts Lübeck, Titular-Herzog von Oldenburg

### Peter H
- Peter Homphaeus I († 1556), deutscher Priester und Humanist
- Peter Homphaeus II († 1537), deutscher Priester und Lehrer
- Peter Homphaeus III (1524–1601), deutscher Priester und Dekan im Pfalzeler Stift

### Peter I
- Peter I. († 1404), Zisterzienserabt
- Peter I. († 969), Zar von Bulgarien
- Peter I. († 1078), Graf von Savoyen und Markgraf von Turin
- Peter I. († 1104), König von Aragonien
- Peter I. († 1111), Bischof von Breslau
- Peter I. (1251–1283), Graf von Alençon und Le Perche (1269–1283); Graf von Blois (1272–1283); Graf von Chartres (1272–1283)
- Peter I. (1298–1345), Graf von Dreux
- Peter I. († 1361), römisch-katholischer Geistlicher
- Peter I. (1320–1367), König von Portugal
- Peter I. (1328–1369), König von Zypern
- Peter I. (1334–1369), König von Kastilien und León (1350–1369)Peter I. (1334–1369)

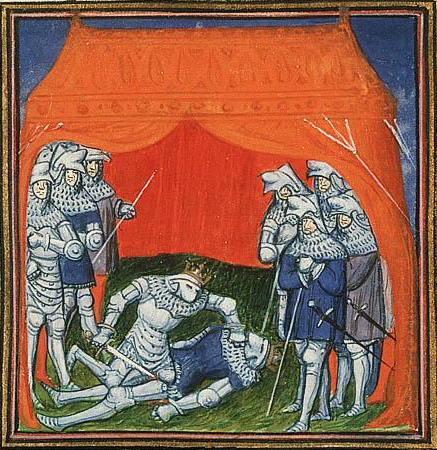
Peter I. (1334–1369)

- Peter I. (1390–1433), Graf von Brienne und Conversano und Graf von Saint-Pol
- Peter I. (1755–1829), Großherzog von Oldenburg
- Peter I. (1798–1834), Kaiser von Brasilien, König von PortugalPeter I. (1798–1834)

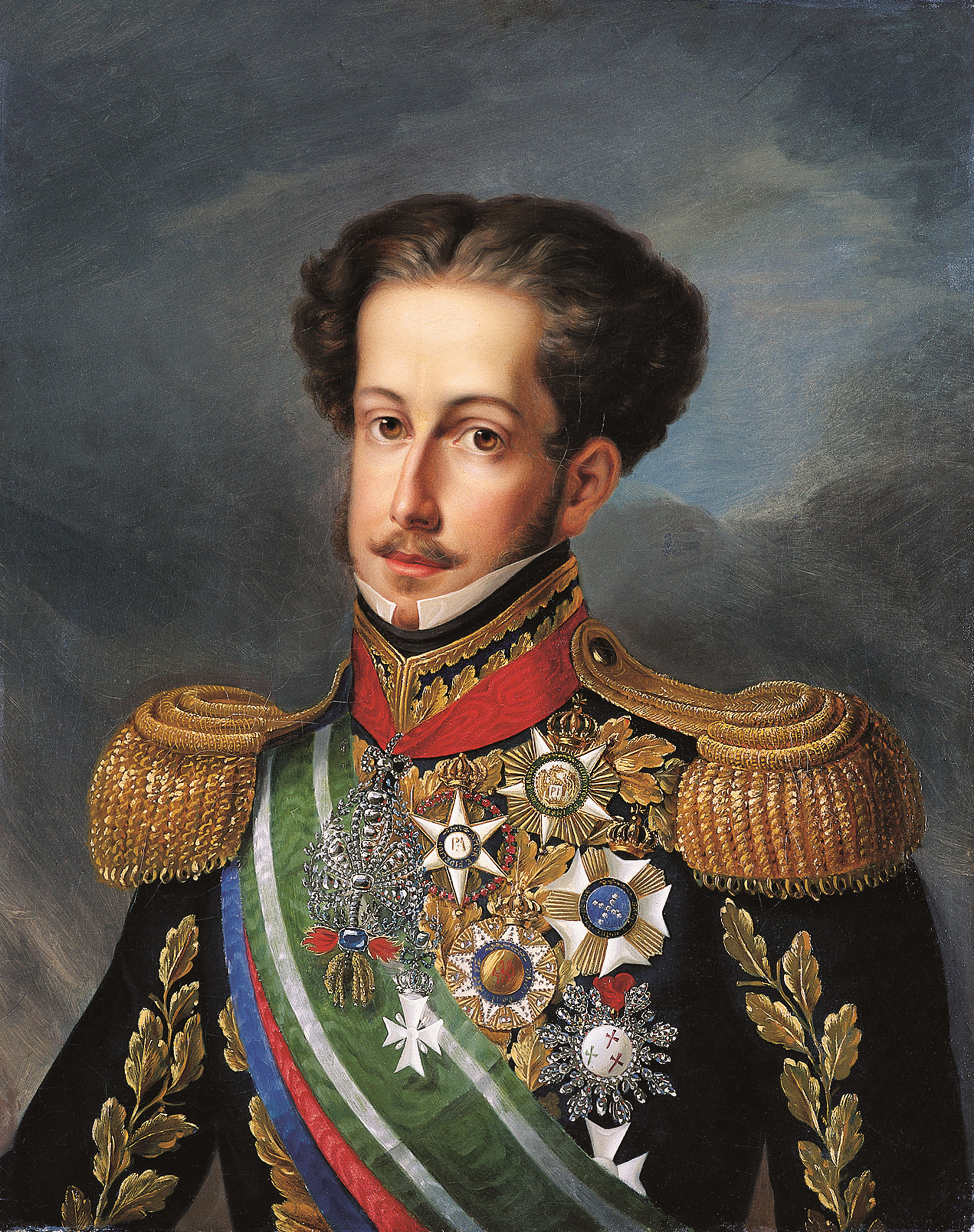
Peter I. (1798–1834)

- Peter I. (1844–1921), König der Serben (1903–1921)
- Peter I. Pfäffinger, Stiftspropst von Berchtesgaden
- Peter I. von Carcassonne († 1051), Graf von Carcassonne und Bischof von Girona
- Peter I. von Courtenay, französischer Prinz, Herr von Courtenay
- Peter I. von Falkow († 1348), römisch-katholischer Bischof von Krakau
- Peter I. von Hazart, Herr von Hazard
- Peter I. von Rosenberg (1291–1347), Oberster Kämmerer im Königreich Böhmen
- Peter I. von Schwanden († 1280), Abt des Klosters Einsiedeln
- Peter II. († 1041), bulgarischer Zar und Rebell gegen den byzantinischen Kaiser Michael IV.
- Peter II. († 1213), König von Aragonien (1196–1213)
- Peter II. († 1268), Graf von Savoyen und englischer Magnat
- Peter II., letzter regierender Graf von Aarberg
- Peter II. (1305–1342), König von Sizilien (1337–1342)
- Peter II. (1340–1404), Graf von Alençon und le Perche
- Peter II. († 1382), König von Zypern
- Peter II. (1418–1457), Herzog der Bretagne
- Peter II. († 1482), Graf von Saint-Pol, Brienne, Marle und Soissons
- Peter II. (1648–1706), Regent und König von Portugal (1683–1706)
- Peter II. (1715–1730), russischer Zar (1727–1730)
- Peter II. (1825–1891), Kaiser von Brasilien (1831–1889)
- Peter II. (1827–1900), Großherzog von Oldenburg
- Peter II. (1923–1970), jugoslawischer Adeliger, König von Jugoslawien
- Peter II. Pienzenauer († 1432), Stiftspropst von Berchtesgaden
- Peter II. von Hazart, Herr von Hazard und Seneschall von Antiochia
- Peter II. von Rosenberg († 1384), Domherr von Passau, Olmütz und Regensburg, Propst
- Peter II. von Wolhusen († 1386), Abt von Einsiedeln
- Peter II. von Wysz (1354–1414), römisch-katholischer Bischof von Krakau und Posen
- Peter III. (1240–1285), König von Aragonien und Graf von Barcelona und als Peter I. auch König von Sizilien von 1282 bis 1285 (1276–1285)
- Peter III. (1717–1786), König von Portugal
- Peter III. (1728–1762), russischer Kaiser und StaatsmannPeter III. (1728–1762)

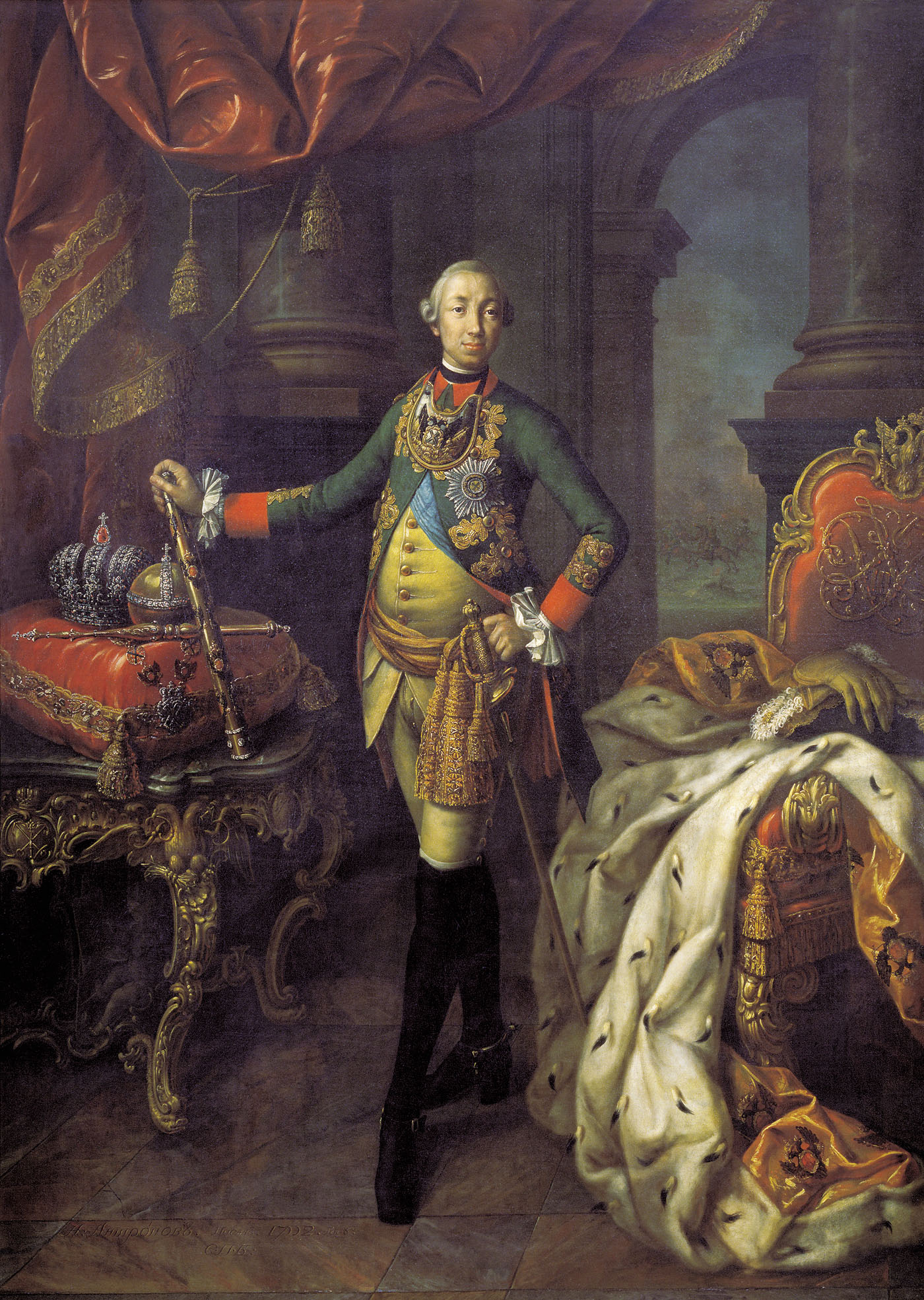
Peter III. (1728–1762)

- Peter III. von Rosenberg (1381–1406), böhmischer Adliger
- Peter IV. († 1197), bulgarischer Herrscher (1185–1190, 1196–1197)
- Peter IV. (1319–1387), König von AragonienPeter IV. (1319–1387)

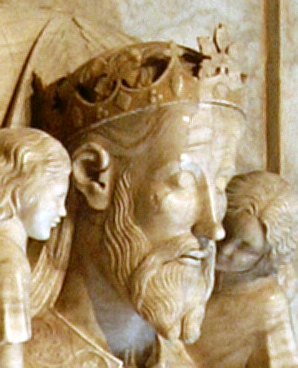
Peter IV. (1319–1387)

- Peter IV. von Rosenberg (1462–1523), Regent des Hauses Rosenberg; Landeshauptmann und zeitweise Statthalter von Böhmen

### Peter J
- Peter Jelito († 1387), Bischof von Chur, Litomyšl und Olmütz, Erzbischof von Magdeburg

### Peter K
- Peter Karlotus († 1249), unehelicher Sohn König Philipps II. August von Frankreich, Bischof und Graf von Noyon

### Peter L
- Peter Losha († 1374), albanischer Fürst in Süd-Epirus, Despot unter Zar Simeon Uroš Palaiologos

### Peter M
- Peter Mauclerc (1191–1250), Herzog von Bretagne

### Peter O
- Peter Orseolo († 1046), zweiter König von Ungarn

### Peter P
- Peter Predescu, Valeria (1947–2009), rumänische Volksmusikinterpretin

### Peter R
- Peter Raimund, Graf von Carcassonne
- Peter Reich von Reichenstein († 1296), Bischof von Basel

### Peter V
- Peter V. (1837–1861), König von Portugal
- Peter V. von Rosenberg (1489–1545), böhmischer Adeliger
- Peter vom Stein († 1480), Generalvikar und Domkantor in Speyer, sowie Domherr in Worms
- Peter von Aarberg († 1386), Bannerträger in der Schlacht bei Sempach
- Peter von Andlau († 1480), elsässischer Rechtsgelehrter
- Peter von Angoulême († 1208), lateinischer Patriarch von Antiochien, Bischof von Tripolis, Kanzler von Jerusalem
- Peter von Aspelt († 1320), Erzbischof von Mainz, Bischof von Basel
- Peter von Coimbra (1429–1466), portugiesischer Politiker, Militär und Schriftsteller
- Peter von Dresden, hussitischer Lehrer
- Peter von Dusburg, Chronist des Deutschen Ordens
- Peter von Entringen, Ritter zu Hohenentringen
- Peter von Flandern († 1176), Bischof von Cambrai
- Peter von Kastl, deutscher Benediktinermönch
- Peter von Koblenz († 1501), mittelalterlicher Baumeister
- Peter von Luxemburg (1369–1387), französischer Geistlicher, Kardinal und Bischof von Metz, katholischer Seliger, Stadtpatron von Avignon
- Peter von Münichsdorf († 1483), Benediktiner und Abt der Abtei Niederaltaich (1554–1566)
- Peter von Narbonne, Bischof von al-Bara, Erzbischof von Apamea
- Peter von Navarra (1366–1412), Graf von Mortain
- Peter von Oldenburg (1868–1924), Schwager des russischen Zaren Nikolaus II.Peter von Oldenburg (1868–1924)

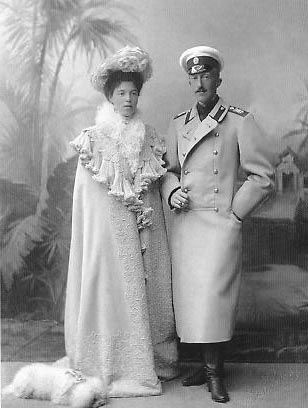
Peter von Oldenburg (1868–1924)

- Peter von Oppeln († 1375), Bischof von Lebus und Kanzler der Mark Brandenburg 1374 (1366–1375)
- Peter von Portugal (1187–1258), Graf von Urgell, Herr des Königreichs Mallorca
- Peter von Portugal (1392–1449), Prinz von Portugal und erster Herzog von CoimbraPeter von Portugal (1392–1449)

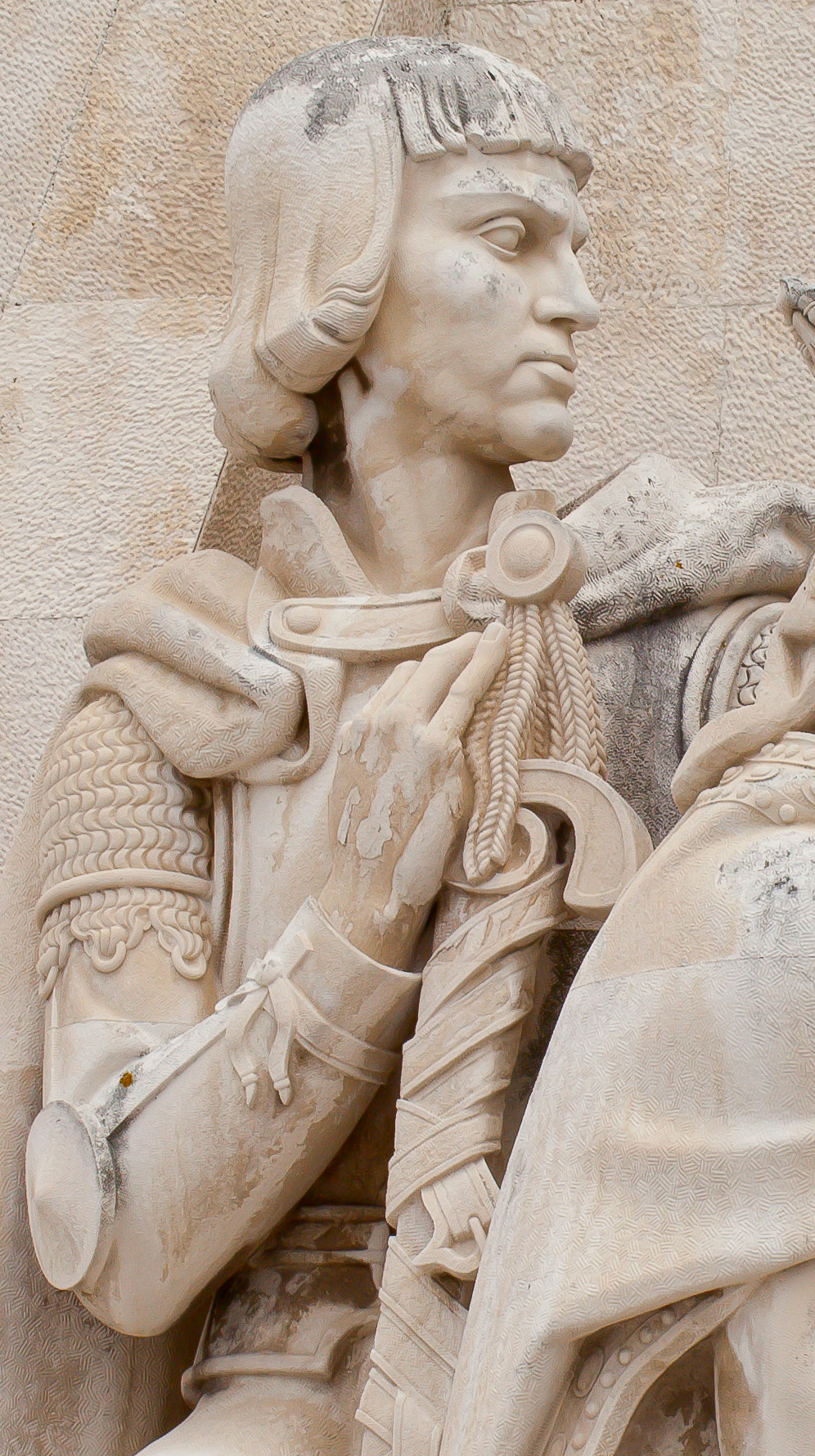
Peter von Portugal (1392–1449)

- Peter von Rates, Bischof von Braga, Heiliger
- Peter von Savoyen († 1458), Administrator des Erzbistums Tarentaise und des Bistums Genf
- Peter von Schaumberg (1388–1469), Bischof von Augsburg
- Peter von Schleinitz († 1463), Bischof von Naumburg
- Peter von Sebaste († 391), jüngster Bruder von Makrina der Jüngeren, Basilius von Caesarea und Gregor von Nyssa
- Peter von Tarentaise (1102–1174), Zisterzienserabt und Bischof von Tarentaise
- Peter von Thorberg (1321–1400), Ritter, Vogt in Entlebuch LU und Stifter des Klosters Thorberg
- Peter von Thure († 1282), Dompropst, Brandenburger Domherr
- Peter von Tyrus († 1164), Erzbischof von Tyrus
- Peter von Vaux-de-Cernay, französischer Zisterzienser und Chronist
- Peter von Zittau († 1339), böhmischer Chronist, Abt des Klosters Königsaal

### Peter-H
- Peter-Hansen, Kira Marie (* 1998), dänische Politikerin (SF), MdEP

### Peter-P
- Peter-Pilz, Georg (1907–1988), deutscher Schauspieler und Hörspielsprecher

### Peter-R
- Peter-Reininghaus, Maria (1883–1934), österreichische Bildhauerin, Malerin und Grafikerin
- Peter-Röcher, Heidi (* 1960), deutsche Prähistorikerin